# Мужская сборная Индии по флорболу
Мужская национальная сборная Индии по флорболу — представляет Индию на международных соревнованиях по флорболу. Управляющей организацией является Федерация флорбола Индии (англ. Floorball Federation of India).

## Результаты выступлений

### Чемпионаты  Азии и Тихоокеанского региона
| Год       | Победы         | Ничьи          | Поражения      | Место          |
| --------- | -------------- | -------------- | -------------- | -------------- |
| 2004      | не участвовали | не участвовали | не участвовали | не участвовали |
| 2005      | 0              | 0              | 4              | 5              |
| 2006—2008 | не участвовали | не участвовали | не участвовали | не участвовали |
| 2009      | 0              | 0              | 5              | 6              |
| 2010-2012 | не участвовали | не участвовали | не участвовали | не участвовали |

### Кубок Азии и Океании
| Год  | Победы | Ничьи | Поражения | Место |
| ---- | ------ | ----- | --------- | ----- |
| 2017 | 2      | 0     | 3         | 5     |
| 2019 | 1      | 0     | 4         | 7     |